# Парк Придніпровський (Запоріжжя)
Парк Придніпровський — парк-пам'ятка садово-паркового мистецтва місцевого значення. Об'єкт розташований на території балки Придніпровської у Дніпровському районі міста Запоріжжя Запорізької області.

## Історія
Парк набув статусу у 1982 році. Загальна площа складає 6,5 га.
14 серпня 2024 року рішення Запорізької міської ради  № 56 парк по вулиці Сергія Синенка отримав назву «Придніпровський».